# Западна Атика
Западна Атика  е областна единица в Гърция, част от административна област Атика.
Има население от 151 612 жители (2001 г.) и обща площ от 141 км².
Ном Западна Атика е разположен на запад от столицата Атина.

## Градове
- Мегара